# Папагеоргиу, Илиана
Илиана Папагеоргиу (греч. Ηλιάνα Παπαγεωργίου, род.1988 , Патры) — греческая фотомодель, «Мисс Греция 2011».

## Биография
Илиана Папагеоргиу родилась в 1988 году в городе Патры, Греция. Работала в модельных агентствах «Ace Models» (2010—2011) и «Why Not Model Agency». Появлялась на обложках журналов «Votre Beaute» (2010), «Close up» (2011), «Madame Figaro» (2011—2012).
В 2011 году стала победительницей греческого конкурса красоты «Star Hellas» и получила титул «Мисс Греция 2011». Участвовала в конкурсе «Мисс Вселенная 2011».
Снималась в рекламе купальников «Panos Emporio».
С 2018 года является судьёй шоу «Greece’s Next Top Model».